# Ammocrypta pellucida
Dard de sable
Espèce
Statut de conservation UICN

 LC  : Préoccupation mineure
Le dard de sable (Ammocrypta pellucida) est un petit poisson benthique d’eau douce appartenant à la famille des Percidés. Il se trouve uniquement en Amérique du Nord, où il est globalement en déclin.

## Description et identification de l’espèce
Le dard de sable mesure généralement entre 47 et 52 mm de long.  Il se distingue des autres dards par sa coloration translucide et sa forme très allongée (sa longueur correspond habituellement à sept à neuf fois sa largeur). Sa teinte est jaunâtre ou argentée. Il possède deux nageoires dorsales séparées, la première est constituée de 8 à 11 rayons épineux et la deuxième de 9 à 12 rayons mous. Une bande étroite et latérale de couleur métallique dorée à olive doré est courante et est généralement brisée par 10 à 14 petites taches foncées rondes ou ovales. Comme les autres dards, et contrairement aux perches, le dard de sable possède une vessie natatoire réduite limitant sa flottabilité et lui permettant de rester en zone profonde sans grands efforts.

## Aire de répartition
Le dard de sable n’est présent qu’en Amérique du Nord, dans deux aires disjointes. Son aire principale est partagée entre le nord-est des États-Unis et l’extrême sud de l’Ontario (Canada) et l’autre, bien plus petite, est située dans le sud du Québec (Canada). Aux États-Unis et en Ontario, on le retrouve notamment dans le fleuve Mississippi, l’Ohio et dans les grands lacs Ontario, Érié, Huron et Michigan. Au Québec, il se retrouve principalement dans le fleuve Saint-Laurent et ses tributaires entre le lac des Deux-Montagnes et Leclercville, en aval du lac Saint-Pierre.

## Description de l’habitat
Le dard de sable vit dans les cours d’eau, les rivières et les bancs de sable de lacs, préférentiellement dans des secteurs dominés par un substrat de sable (0,06 -2,0 mm). Cette préférence est liée à son comportement fouisseur. De nombreux sites de capture de dards de sable ont été décrits comme des fonds sablonneux ayant une faible profondeur d’eau (< 1,5 m), une faible vitesse de courant, une faible turbidité et une faible abondance de plantes aquatiques.

## Biologie

### Cycle vital et reproduction
La durée de vie du dard de sable est relativement courte. La plupart des adultes ont de 1 à 2 ans et le plus vieil âge observé pour un dard de sable est de 4 ans (Drake et al. 2008). Le temps de génération est estimé à 2 ans. Les poissons des deux sexes sont matures au printemps suivant leur première saison de croissance, à l'âge d’un an environ. Cependant, certaines femelles peuvent ne pas frayer avant l’âge de 2 ans. Le frai n’a été observé qu’en laboratoire mais il est supposé qu’il a lieu entre la fin du mois de juin et la fin du mois de juillet. Il est aussi présumé que celui-ci est synchronisé avec les bas niveaux de limon. Les mâles développent des tubercules (petites bosses sur les nageoires) pour indiquer l’activité de frai. Pendant le frai, le mâle couvre la femelle et les œufs sont pondus lorsque les deux membres du couple ont vibré et enfoui la queue et le pédoncule caudal dans le sable. Pendant la ponte, un mâle « furtif » (mâle se rapprochant rapidement pour fertiliser les œufs d'une femelle qui fraye avec un autre mâle) est souvent présent et se positionne rapidement derrière la femelle, se mettant lui aussi à vibrer et fécondant ainsi quelques œufs de la femelle. Pour 10 femelles vivant dans la rivière Thames (Ontario, Canada), la taille moyenne de la couvée était de 66 œufs. Elles peuvent pondre à plusieurs reprises au cours de la saison de frai tandis que les mâles ne s’accouplent qu’une fois par saison. Les œufs fécondés mesurent environ 1,4 mm de diamètre, sont translucides, sphériques et légèrement collants. Ces derniers éclosent en 4 à 5 jours à des températures de 20,5 à 23 °C. Le sable doit être bien oxygéné afin que les œufs aient une chance de survie élevée. Les larves restent dans le sable pendant une courte période jusqu'au début de l'alimentation exogène.

### Comportement fouisseur
Le comportement fouisseur est commun au sein du genre Ammocrypta. Il semble être le résultat d’une adaptation visant à maintenir la position du poisson dans les lits sablonneux, particulièrement lors des périodes de débits extrêmement forts ou faibles. Selon Daniels (1989), ce comportement ne représente pas une méthode pour se sauver des prédateurs ou pour piéger des proies mais constitue plutôt une méthode de repos du fait qu’elle lui permet de diminuer ses dépenses énergétique dues à la nage. L’enfouissement pourrait également réduire le taux métabolique du dard de sable en raison des températures plus basses trouvées dans le sable. Cependant, un dard de sable a récemment été observé en train de s’enfouir rapidement à l’approche d’achigans à petite bouche (A. Dextrase, données non publiées et citées dans COSEWIC 2009). Ce comportement pourrait donc aussi constituer une méthode d’évitement des prédateurs. Un substrat mal oxygéné peut empêcher un enfouissement complet et/ou réduire sa vitesse. Ceci peut réduire la survie du dard de sable en augmentant la quantité d'énergie nécessaire au maintien de sa position dans le sable.

### Alimentation
L’alimentation du dard de sable est relativement faible du fait de sa petite bouche et du caractère restreint de son habitat. Son régime alimentaire est majoritairement constitué de larves de moucherons (Chironomidae), de larves de mouches noires (Simuliidae) et de crustacés entomostracés,,. Il capture ses proies benthiques par embuscade en réalisant des accélérations brusques de 0,5 à 1,0 cm, puis en expulsant le sable ingéré par la bouche.

### Prédation
Les prédateurs possibles du dard de sable comprennent le barbue de rivière (Ictalurus punctatus), la barbotte des rapides (Noturus flavus), l’achigan à petite bouche et le crapet de roche (Ambloplites rupestris), mais les cas de prédations observés sont rares. Les oiseaux sont également des prédateurs potentiels, plus particulièrement le martin-pêcheur d'Amérique (Ceryle alcyon) et le Grand Héron (Ardea herodias).

### Variation génétique
La structure de population du dard de sable comprend de nombreuses petites populations séparées par des habitats inadaptés. Selon White (1987), ces différentes populations présentent une différenciation génétique. Cependant, la diminution de leurs tailles ainsi que l’accroissement des distances entre elles (résultant de la destruction croissante de leurs habitats) pourraient dans le futur avoir un impact négatif sur la variabilité génétique du dard de sable.

## Abondance et tendance démographique
Il existe peu de données sur l’abondance du dard de sable dans son aire de répartition mais cette espèce est globalement reconnue comme étant faiblement abondante (Smith, 1985). Aux États-Unis, plusieurs études ont mesuré son déclin ou sa disparition dans différents cours d’eau durant les dernières décennies. En Ontario, les populations sont en déclin (rivière Thames) ou ont disparu (rivières Ausable, Big Creek, Big Otter Creek et Catfish Creek). La taille des populations et ses tendances n’ont jamais été évaluées au Québec en raison du manque de pêches. D’après les relevés de la population historique, on estime que l’espèce a décliné ou est disparue dans 12 des 21 endroits au Canada où elle était présente par le passé. Il existe à ce jour un consensus général parmi les biologistes que le dard de sable est une espèce dont l’abondance est en déclin continu dans l’ensemble de son aire de répartition.

## Statuts de protection légale
Aux États-Unis, le dard de sable fait partie des espèces à risque dans toutes ses juridictions : « En voie de disparition » en Pennsylvanie; « Menacée » au Michigan, New York, Vermont et Illinois; et « Espèce préoccupante » en Ohio et Indiana. Le dard de sable est aussi désigné comme « espèce menacée » depuis 1994 par le Comité sur les espèces en péril au Canada (COSEPAC). Ce statut a été réévalué en novembre 2009 et l’aire de répartition du dard de sable a été séparée en deux unités distinctes (les populations de l’Ontario et celles du Québec), toutes deux désignées comme étant menacées. Depuis 2003, l’espèce est ainsi protégée en vertu de la Loi sur les espèces en péril (LEP) du Canada, laquelle interdit de nuire aux individus de l’espèce, de les tuer ou de les capturer.

## Les causes principales du déclin des populations
Les activités humaines susceptibles de perturber et de dégrader l’habitat du dard de Sable sont considérées comme étant les principales causes du déclin de cette espèce. En effet, cette dernière possède des conditions d’habitats strictes (substrat de sable propre) et a décliné dans la plupart des cas où une altération de son habitat a eu lieu, démontrant ainsi une adaptabilité limitée. Les activités généralement associées à la dégradation des fonds sablonneux de l’habitat du dard de sable sont liées au développement agricole et urbain. Ce dernier est responsable notamment de l’érosion des berges et de la modification des chenaux des cours d’eau, ce qui entraîne une augmentation de la charge sédimentaire, de l’envasement et de la turbidité de l’habitat du dard de sable,,,.
Le développement agricole, urbain et industriel est aussi associé à une augmentation des taux de contaminants (par exemple des fertilisants, des métaux traces et des hydrocarbures aromatiques polycycliques) ainsi qu’à une augmentation de l’apport en nutriments dans l’eau. Cette pollution des cours d’eau est aussi mise en cause pour le déclin du dard de sable, cette espèce étant classée intolérante à la pollution.
On estime aussi que les espèces envahissantes comme le gobie à taches noires (Neogobius melanostomus), le manque de variations génétiques, la mortalité liée à la récolte de poissons-appâts ainsi que le commerce d’animaux de compagnie ont contribué de façon significative au déclin de l’espèce,,,.